# Síndrome de Foster Kennedy
A síndrome de Foster Kennedy compreende uma gama de sintomas originados por um tumor presente na fossa anterior do cérebro que gera compressão dos nervos olfatório e óptico. Os sinais clássicos da síndrome compreendem atrofia de disco óptico ipsilateral associada a papiledema contralateral. Outros sinais e sintomas incluem cefaleia, hiposmia ou anosmia, náuseas, vômitos e distúrbios visuais como escotomas e a amaurose.
Para gerar essa síndrome o tumor deve, necessariamente, estar localizado no sulco olfatório, foice do cérebro, asa menor do esfenoide ou na região subfrontal. O principal tumor reportado é o meningioma. Outros como os adenomas pituitários, neuroblastomas, aneurismas e abscessos também podem ser causas.